# Visconde de Santa Marta
Viscondes de Santa Marta foi um título criado por Decreto de 3 de Julho de 1823, do rei D. João VI de Portugal, a favor do general Manuel Gregório de Sousa Pereira de Sampaio, 1.º visconde de Santa Marta.
Usaram o título as seguintes pessoas:
1. Manuel Gregório de Sousa Pereira de Sampaio, 1.º visconde de Santa Marta;
2. José de Sousa Pereira de Sampaio Vahia, 2.º visconde de Santa Marta.